# Блені-Майн
Блені-Майн колишня вугільна шахта в Тремблері, поблизу Льєжа, у Бельгії, яка сьогодні зберігається як об'єкт промислової спадщини та показова шахта. Музей розташований на Європейському шляху індустріальної спадщини і є однією з чотирьох історичних шахт у Валлонії, внесених ЮНЕСКО до списку Світової спадщини у 2012 році.
Видобуток на цьому місці розпочали ченці абатства Валь-Дьє в 16 столітті. Перший шахтний стовбур був закладений у 1779 році та розширювався упродовж 19-го та початку 20-го століть. У 1883 році дві концесійні компанії в регіоні злилися, але збанкрутували в 1887 році. Розробкою корисних копалин на цьому місці зайнялося Société anonyme des Charbonnages d'Argenteau у 1919 році. Головний копер шахти був зруйнований бельгійською армією в 1940 році, і багато з уцілілих елементів ділянки датуються періодом після Другої світової війни. Під час свого розквіту в 1970 році вона видавала 232,000 тонни (228,336 англійської тонни; 255,736 американської тонни) вугілля на рік і наймала 680 працівників. Це була одна з останніх діючих вугільних шахт у провінції Льєж, яка була закрита після скасування субсидій після нафтової кризи 1973 р. в 1980 році.
Незабаром після закриття шахту перетворили на музей. Сьогодні він приймає від 140 000 до 160 000 відвідувачів щороку.